# Christa Wolfová

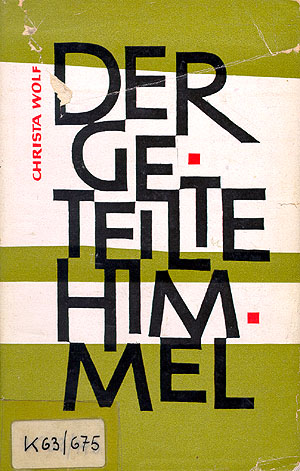
Wolf, Christa. Der geteilte Himmel. (1963)

Christa Wolfová (* jako Christa Ihlenfeld; 18. března 1929, Landsberg an der Warthe – 1. prosince 2011, Berlín) byla německá spisovatelka. Byla držitelkou Ceny Heinricha Manna (1963), Ceny Georga Büchnera (1980) a Schillerovy pamětní ceny (1983). Mezi její nejznámější knihy patří Návraty ke Christě T. (1968) nebo Kassandra (1983).

## Životopis

### Dětství a mládí
Christa Wolfová se narodila roku 1929 jako dcera obchodníka Otto Ihlenfelda a jeho ženy Herty. Školu navštěvovala skoro do konce války v Landsberg an der Warthe. V roce 1945 našla rodina útočiště po útěku před postupujícími sovětskými vojsky v Mecklenbursku. Christa pracovala jako pomocná písařka u starosty obce Gammelin nedaleko Schwerinu. Roku 1949 odmaturovala na Vyšší střední škole v Bad Frankenhausen a ve stejném roce vstoupila do SED (komunistická strana v bývalém NDR), jejíž členkou zůstala až do června roku 1989. Mezi léty 1949 a 1953 studovala germanistiku v Jeně a Lipsku, mimo jiné také u Hanse Mayera.

### Autorská tvorba
Christa Wolfová pracovala jako vědecká spolupracovnice Svazu německých spisovatelů a lektorka v různých vydavatelstvích a redaktorka časopisu Nová německá literatura. V letech 1955 až 1977 byla členkou představenstva Svazu spisovatelů NDR.
Christa Wolfová debutovala v roce 1969 svou Moskevskou novelou, pojednávající o milostném vztahu východoberlínské lékařky a ruského tlumočníka. Od roku 1962 byla spisovatelkou z povolání. V letech 1962 až 1976 žila v obci Kleinmachnow a později v Berlíně. Mezi léty 1963 a 1967 byla kandidátkou strany a od roku 1974 členkou Akademie umění v Berlíně NDR. V roce 1972 podnikla cestu do Paříže a roku 1984 se stala členkou Evropské akademie věd a umění v Paříži. O dva roky později vstoupila do Svobodné akademie umění v Hamburku. Protože se přidala k signatářům "otevřeného dopisu proti vysídlení Wolfa Biermanna“, byla v roce 1976 vyloučena z předsednictva berlínské sekce Svazu spisovatelů a strana SED ji to na sjezdu přísně vytkla. Christa Wolfová podnikla mnoho cest za literaturou, mezi jinými do Švédska, Finska, Francie a do USA, kde obdržela čestný doktorát na Ohijské státní univerzitě. Patří mezi nejvýznamnější německé spisovatele a její díla byla přeložena do mnoha jazyků.

### Politický život a literární spor
Christa Wolfová byla jedna z řečnic na demonstraci proti politice v NDR 4. listopadu 1989 na Alexanderplatz. Ale v rozpuštění nebo zrušení NDR v listopadu/prosinci 1989 nevěřila, stejně jako mnoho jejích kolegů spisovatelů. Považovala za možné, že NDR bude pokračovat ještě po nějaký čas v socialistických reformách, ovšem pod jiným vedením. Christa Wolfová nepochybovala o tom, že změny v NDR jsou nutné jen kvůli stabilizaci státu, ale hlavně kvůli budoucímu vývoji socialismu. Proto rozhodně odmítla označení společensko-politických změn jako "zlom", se kterým přišel Egon Krenz; toto by mohlo vést k nedorozumění ve smyslu obratu, restaurace nebo nasměrování k západu. Christa Wolfová mluvila spíše o počátku "nové epochy".
Počátkem devadesátých let vyšlo najevo, že Wolfová byla v letech 1959 až 1962 vedena jako "neoficiální spolupracovník" ministerstva vnitra NDR. Sama vyhotovila tři zprávy, které ovšem udané osoby vykreslovaly mimořádně pozitivně. Na základě toho si státní policie stěžovala v roce 1962 na zdrženlivost Wolfové při spolupráci a začala autorku také sledovat - tento stav trval až do roku 1989.
Zveřejnění těchto údajů o Wolfové a kritika její práce Was bleibt vyvolaly literární spor. V mnoha médiích jí byl závazek vůči státní policii, který jí byl bez ohledu na kontext událostí vyčítán, tvrdě kritizován. Toto Wolfová pociťovala jako hon na čarodějnice a jako zúčtování za její volání po demokratickém socializmu. Ona sama srovnávala svoji situaci s útlakem v bývalé NDR. V letech 1992/93 odešla Christa Wolfová na delší čas do USA. Stáhla se z politického a veřejného života a její tělo reagovalo na výčitky nemocí – to popsala mimo jiné ve svém vyprávění Leibhaftig. Aby vyvrátila výčitky médií, zveřejnila v roce 1993 kompletní verzi svého spisu pod názvem Akteneinsicht Christa Wolf.
Svůj pobyt v USA zpracovala v svém díle z roku 2010 Stadt der Engel oder The Overcoat of Dr. Freud. Odráží se zde její zážitky z doby po převratu, její principiální víra v utopii socialismu a její zděšení z důsledků kapitalismu stejně jako bída Afroameričanů a Válka v Iráku. Dlouho se zabývala zveřejněním podrobností své spolupráce s tajnou policií.

### Soukromý život
Wolfová se vdala v roce 1951 za spisovatele Gerharda Wolfa, se kterým žila až do své smrti. Měli spolu dvě dcery. Christa Wolfová zemřela 1. prosince 2011 po dlouhé těžké nemoci. Její dcera Annette Simon je provdaná za německy píšícího spisovatele českého původu Jana Faktora.

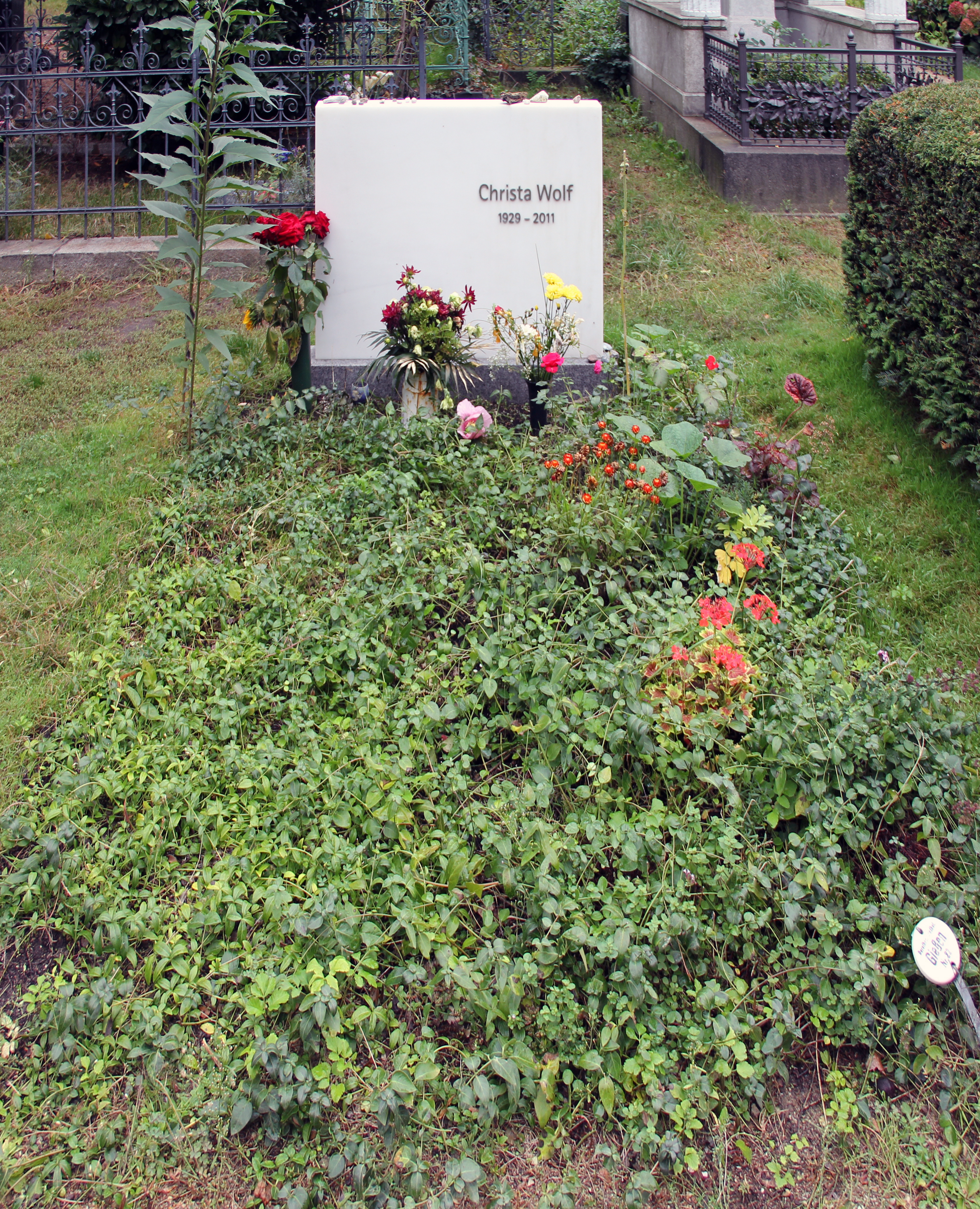
Hrob Ch. Wolfové v Berlíně (Dorotheenstädtischer Friedhof, Chausseestraße 126, Berlin-Mitte)

## Recepce
O tvorbě Christy Wolfové literární kritici hojně diskutovali, obzvláště po znovusjednocení Německa. Po tom, co byl zveřejněn text Was bleibt, argumentovali západoněmečtí kritici jako Frank Schirrmacher, že Christa Wolfová opomněla kritizovat autoritarismus východoněmecké komunistické vlády. Další kritici označili díla Wolfové jako „moralistické“. Obhájci spisovatelky zase upozorňovali na význam Christy Wolfové jako důležité představitelky východoněmecké literární produkce. Studie Fausta Cercignaniho o raných románech Wolfové a na ni navazující texty o jejích pozdních dílech přispěly k rozkrytí smyslu děl východoněmecké spisovatelky, a to nezávisle na jejích politických a osobních proměnách. Cercignaniho důraz na osobní hrdinství Christy Wolfové vydláždil cestu dalším podobně laděným příspěvkům.

## Ocenění
- 1961: Kunstpreis der Stadt Halle
- 1963: Cena Heinricha Manna (Heinrich-Mann-Preis)
- 1964: Nationalpreis 3. Klasse der DDR
- 1972: Theodor-Fontane-Preis des Bezirkes Potsdam
- 1978: Brémská literární cena
- 1980: Cena Georga Büchnera
- 1983: Cena Franze Nabla
- 1983: Schillerova pamětní cena
- 1985: Rakouská státní cena za evropskou literaturu
- 1987: Geschwister-Scholl-Preis
- 1987: Weinpreis für Literatur
- 1987: Nationalpreis 1. Klasse der DDR
- 1990: Čestný doktorát univerzity v Hildesheimu
- 1994: Rahel-Varnhagen-von-Ense-Medaille der Stadt Berlin
- 1999: Literární cena Elisabeth Langgässerové
- 1999: Cena Samuela Bogumila Lindeho (Samuel-Bogumil-Linde-Preis)
- 1999: Cena Nelly Sachsové
- 2001: Plaketa Freien Akademie der Künste Hamburg
- 2002: Deutscher Bücherpreis
- 2005: Cena Hermanna Sinsheimera
- 2010: Cena Thomase Manna
- 2010: Cena Uweho Johnsona[3]
- 2011: Hörkules za Stadt der Engel

## Dílo

### Texty
- Moskauer Novelle, 1961
- Rozdělené nebe (Der geteilte Himmel. Erzählung, 1963)
- Návraty ke Christě T. (Nachdenken über Christa T., 1968)
- Lesen und Schreiben. Aufsätze und Betrachtungen, 1972
- Till Eulenspiegel, 1972
- Unter den Linden. Drei unwahrscheinliche Geschichten, 1974
- Vzory dětství (Kindheitsmuster, 1976)
- Kein Ort. Nirgends, 1979
- Fortgesetzter Versuch. Aufsätze, Gespräche, Essays; 1979
- Geschlechtertausch. Drei Erzählungen, zus. m. Sarah Kirsch und Irmtraud Morgner, 1980
- Lesen und Schreiben. Neue Sammlung, 1980
- Kassandra (Kassandra. Erzählung) 1983 (ISBN 3-423-11870-9)
- Voraussetzungen einer Erzählung: Kassandra. Frankfurter Poetik-Vorlesungen, 1983
- Ins Ungebundene gehet eine Sehnsucht. Gesprächsraum Romantik. Prosa. Essays, zus. m. Gerhard Wolf, 1985
- Die Dimension des Autors. Essays und Aufsätze, Reden und Gespräche. 1959–1985, 1986
- Störfall. Nachrichten eines Tages, 1987
- Ansprachen, 1988
- Sommerstück, 1989 (ISBN 3-351-01419-8)
- Was bleibt. Erzählung, 1990 (entstanden 1979) (ISBN 3-351-01797-9)
- Reden im Herbst, 1990 (ISBN 3-351-01784-7)
- Sei gegrüßt und lebe. Eine Freundschaft in Briefen, 1964–1973. Christa Wolf und Brigitte Reimann, hg. v. A. Drescher, 1993 (ISBN 3-351-02226-3)
- Auf dem Weg nach Tabou. Texte 1990–1994, 1994 (ISBN 3-462-02349-7)
- Christa Wolf und Franz Fühmann. Monsieur – wir finden uns wieder. Briefe 1968–1984, hg. v. A. Drescher, 1995 (ISBN 3-351-02330-8)
- Medea: Stimmen, 1996 (ISBN 3-423-25157-3)
- Hierzulande Andernorts. Erzählungen und andere Texte 1994–1998, 1999 (ISBN 3-423-12854-2)
- Leibhaftig. Erzählung, 2002 (ISBN 3-630-87112-7)
- Ein Tag im Jahr. 1960–2000, 2003 (ISBN 3-630-87149-6) Leseprobe (Vorwort und Eintrag für 1960)
- Ja, unsere Kreise berühren sich. Briefe, Luchterhand, München 2004, ISBN 3-630-87182-8
- Mit anderem Blick. Erzählungen, Suhrkamp, Frankfurt a.M. 2005, ISBN 3-518-41720-7
- Stadt der Engel oder The Overcoat of Dr. Freud. Roman, Suhrkamp Verlag, Berlin 2010, ISBN 978-3-518-42050-8

### Rozhlasové hry
- Kein Ort. Nirgends, společně s Gerhardem Wolfem, WDR 1982
- Medea Stimmen, (neznámé datum)
- Stadt der Engel oder The Overcoat of Dr. Freud, audiokniha, 2010, Der Audio Verlag, ISBN 978-3-86231-008-1

### Filmy
- 1964: Der geteilte Himmel; režie: Konrad Wolf; scénář: Christa und Gerhard Wolfovi
- 1966: Fräulein Schmetterling; režie: Kurt Barthel; scénář: Christa und Gerhard Wolfovi (nach dem Rohschnitt abgebrochen, als Montage 2005 uraufgeführt)
- 1968: Die Toten bleiben jung; na motivy románu Anny Seghersové; režie: Joachim Kunert; scénář: Christa Wolfová, Joachim Kunert, Gerhard Helwig
- 1975: Till Eulenspiegel; na motivy povídky Christy und Gerharda Wolfových; režie: Rainer Simon; scénář: Rainer Simon, Jürgen Klauß